# Meridolum bowdenae
Meridolum bowdenae är en snäckart som beskrevs av McLauchlan 1954. Meridolum bowdenae ingår i släktet Meridolum och familjen Camaenidae. Inga underarter finns listade i Catalogue of Life.